# 도쿠라 겐이치로
도쿠라 겐이치로(일본어: 戸倉 健一郎, 1971년 5월 31일~)는 일본의 축구 선수이다.

## 구단 경력
1994년 J1리그의 베르디 가와사키에 입단했다. 1996년까지 39경기에 출전, 1994년에 J1리그 우승을 차지했다. 1997년 재팬 풋볼 리그의 가와사키 프론탈레로 이적했다. 1998년부터 1999년까지 J1리그의 감바 오사카, 교토 퍼플 상가, 베르디 가와사키에서 뛰었다. 2001년 J2리그의 쇼난 벨마레에서 활동했다.